# The Invaders (Zona crepusculară)
The Invaders este episodul 51 al serialului american Zone crepusculară. Episodul, care a fost difuzat pe 27 ianuarie 1961, o are în rol principal pe Agnes Moorehead. A fost scris de Richard Matheson, regizat de Douglas Heyes⁠(d), și muzica de Jerry Goldsmith. Episodul iese în evidență prin interpretarea solo a unui singur personaj - care interacționează cu „personaje” în miniatură - și lipsa dialogului din aproape toate scenele.

## Prezentare

### Introducere
| “ | Acesta este unul dintre întinderile îndepărtate, nevizitate, sumbre, pierdute, muribunde. Aceasta este o fermă, construită manual, neprelucrată, o casă fără electricitate sau gaz, o casă izolată de progres. Aceasta este femeia care locuiește în casă, o femeie care este singură de mulți ani, o femeie puternică și simplă a cărei singură problemă până în acest moment a fost aceea de a obține suficientă hrană pentru a mânca, o femeie pe cale să înfrunte teroarea, care se îndreaptă spre ea chiar acum din – Zona crepusculară. | ” |

### Intriga
O bătrână (Agnes Moorehead) locuiește singură într-o cabană îndepărtată. Aceasta este îmbrăcată cu haine neîngrijite și nu există aparatură modernă în locuința sa. Un zgomot asurzitor, a cărui sursă pare a fi pe acoperișul bucătăriei, îi atrage atenția. Bătrâna observă mici roboți coborând dintr-o mica farfurie zburătoare care a aterizat pe acoperișul său. Cei doi intruși, de aproximativ șase țoli înălțime, sunt fie roboți, fie ființe în costume presurizate⁠(d).
Ființele o atacă pe femeie cu ajutorul unor arme care provoacă radiodermită⁠(d) și, după ce o urmăresc prin cabana sa, reușesc să-i rănească glezna și mâna cu propriul cuțit. Suspansul se intensifică pe măsură ce femeia încearcă să-i găsească pe invadatori. În cele din urmă, aceasta reușește să-l distrugă pe unul dintre ei și îl aruncă în flăcările din șemineu. Pe celălalt, îl descoperă pe acoperiș lângă farfuria zburătoare și îl atacă cu o secure.
În toate scenele precedente, nu au loc conversații și nu sunt rostite cuvinte, dar acum se aude o voce (regizorul Douglas Heyes⁠(d)) vorbind în engleză din interiorul navei. Intrusul transmite panicat că partenerul său „Gresham” este mort și că planeta este locuită de o „rasă de giganți” invincibili. Camera se concentrează pe farfuria spațială, iar textul „US Air Force Space Probe No. 1”. „Micii” invadatori erau astronauți de pe Pământ, iar femeia de la fermă aparține unei rase de umanoizi⁠(d) gigantici de pe altă planetă. Aceasta distruge nava în întregime și apoi coboară de pe acoperiș epuizată.

### Concluzie
| “ | Aceștia sunt invadatorii, ființe minuscule din micuțul loc numit Pământ, dispuși să realizeze saltul uriaș peste firmament până la semnele de întrebare care strălucesc și gesticulează din imensitatea universului. Invadatorii... care au descoperit că un bilet doar dus până dincolo de stele are prețul suprem...pe care tocmai l-am văzut transcris într-un registru care cuprinde toate tranzacțiile din univers...o factură ștampilată cu „Plată integrală” și care se găsește în Zona crepusculară. | ” |